# Legión de la Fuerza Aérea Letona
La Legión de la Fuerza Aeréa Letona (en alemán, Luftwaffen-Legion Lettland) fue una unidad de la Luftwaffe alemana que sirvió en el Frente Oriental de la Segunda Guerra Mundial en 1944. Estaba compuesto casi en su totalidad por voluntarios letones.

## Historia de la unidad

### Formación y entrenamiento
En septiembre de 1943, los alemanes ordenaron la creación de una unidad de bombardeo nocturno de Letonia como parte de la Luftwaffe. El 1 de enero de 1944 se estableció una escuela de vuelo, Flugzeugführerschule A / B Libau / Grobin, en Liepaja - Grobina, que pasó a llamarse Ergaenzungs Nachtschlachtgruppe Ostland ("Grupo de combate nocturno suplementario Ostland") Los pilotos provenían de exmiembros del Regimiento de Aviación del Ejército Letón anterior a la guerra, el paramilitar Aizsargi y el Aeroclub letón. El entrenamiento de vuelo se llevó a cabo en el Bücker Bü 131, y los equipos de tierra fueron entrenados como mecánicos, electricistas, manipuladores de artillería y artilleros antiaéreos.

### Nachtschlachtgruppe 12 (Lettisch)
El primer grupo de pilotos se graduó a fines de febrero, y el 1.º Staffel ("Escuadrón") de Nachtschlachtgruppe 12 (Lettisch), ("12° Grupo de Combate Nocturno (Letonia)") se estableció el 1 de marzo de 1944. Consistía en todos los oficiales letones y pilotos de NCO, tripulaciones de tierra, con algunos enlaces alemanes y personal administrativo, y estaba equipado con dieciocho biplanos Arado Ar 66, todos bajo el mando de un alemán, Hauptmann Rademacher.
Como Störkampfstaffel ("escuadrón de acoso") 1. /NSGr.12 realizó misiones de bombardeo nocturno atacando concentraciones enemigas, infraestructura y otros objetivos de oportunidad . Aunque el Ar 66 era un avión de dos plazas, generalmente volaban con un solo piloto y transportaban dos 30kg o tres 50kg de bombas antipersonal o incendiarias. Sus misiones se realizaban típicamente a una altitud de alrededor de 1.000 metros, hasta 50km detrás de las líneas enemigas. Cada piloto recibió una pistola y una ametralladora, en caso de un aterrizaje forzoso en territorio enemigo.
1) /NSGr.12 se basaron por primera vez en Vecumi, volando sus primeras misiones de combate el 26 de marzo. El 26 de mayo se trasladaron al aeródromo de Salas en Kārsava, alrededor de 50 kilómetros (31,1 mi) sur de Vecumi. El 22 de junio, el segundo Staffel (2. /NSGr.12) se formó, uniéndose a 1. /NSGr.12 en Salas el 26. En julio, NSGr.12 se trasladó hacia el noreste a Gulbene y luego hacia el este a Kalnciems cerca de Riga. Un tercer Staffel (3. /NSGr.12) se creó en julio, pero debido a la falta de aviones, no voló ninguna operación, y su equipo y personal finalmente se incorporaron al 1.º y 2.º Staffeln.

### Luftwaffen-Legion Lettland
El 11 de agosto de 1944 se formó la Luftwaffen-Legion Lettland. Consistía en los dos Staffel activos de NSGr.12, y el tercero (todavía en proceso de formación), la escuela de vuelo en Liepaja-Grobina, renombrada Ergaenzungs Fliegergruppe Lettland ("Grupo de vuelo Suplementario Letón"), y un anti Unidad de aeronave. El 17 de agosto, el teniente coronel letón Jānis Rucels asumió el mando general de la Legión con el teniente coronel. Nikolajs Bulmanis al mando NSGr.12. En septiembre, la Legión fue reubicada más al este a una base en Tukums, y a principios de octubre realizó sus últimas salidas de combate en las cercanías de Dobele . La Legión finalmente fue evacuada de regreso a Hohensalza (ahora Inowrocław, Polonia). 
La confianza de los alemanes en sus volantes bálticos había sido erosionada por la deserción de cinco pilotos estonios de Nachtschlachtgruppe 11 (Estnisch) a la neutral Suecia a fines de septiembre y principios de octubre. Como resultado, la Luftwaffe ordenó que las legiones de aviación de Estonia y Letonia se disolvieran. Luftwaffen-Legion Lettland se disolvió el 17 de octubre de 1944, y su personal se redistribuyó a las unidades alemanas. 
Durante su existencia operacional, la unidad realizó alrededor de 6.150 salidas, con la pérdida de seis pilotos. Alrededor del 80% de los pilotos fueron premiados con la Cruz de Hierro de primera o segunda clase
A mediados de 1944, un grupo selecto de diez pilotos letones fueron transferidos a Alemania para entrenar en el Focke-Wulf Fw 190. Cinco regresaron a Letonia en octubre, pero para entonces la Legión había sido disuelta, por lo que fueron asignados a Jagdgeschwader 54.